# Réfutabilité
La réfutabilité (également désignée par le recours à l'anglicisme falsifiabilité) a été introduite par Karl Popper et est considérée comme un concept important de l'épistémologie, permettant d'établir une démarcation entre les théories scientifiques et celles qui ne le sont pas. Une affirmation, une hypothèse, est dite réfutable si et seulement si elle peut être logiquement contredite par un test empirique ou, plus précisément, si et seulement si un énoncé d'observation (vrai ou faux) ayant une interprétation empirique (respectant ou non les lois actuelles et à venir) contredit logiquement la théorie,,. Ainsi, Chalmers explique que « les objets lourds, tels qu'une brique, lâchés près de la surface de la Terre, tombent vers le bas si rien ne les retient » est une loi réfutable à l'aide de l'énoncé d'observation contradictoire « la brique est tombée en l'air lorsqu'on l'a lâchée ».

## La réfutabilité mise en contexte
Selon Popper, la réfutabilité apporte une solution au problème de l'induction, soulevé par Hume, et à celui de la démarcation qu'il appelle aussi le problème de Kant. Popper explique qu'il a été influencé par Kant, mais a bénéficié d'un contexte différent : autant Newton a inspiré Kant, autant la réfutation de sa théorie par Einstein a inspiré Popper. Pour Kant, la théorie de Newton était « tellement vraie », dira Boyer, « qu'elle l'était a priori ». La philosophie de Kant est une synthèse du rationalisme et de l'empirisme, vues à l'époque comme les deux théories classiques de la connaissance. Chez Kant, la théorie de Newton soutient le rationalisme. L'empirisme est représenté par l'influence d'une réalité nouménale. Pour Kant, les observations en science se retrouvent entre ces deux extrêmes : d'un côté, la raison par laquelle nous obtenons les lois universelles qui s'imposent dans l'observation et, de l'autre, une réalité nouménale qui détermine ce qui sera observé sans jamais être accessible directement. Sachant que la théorie de Newton a été réfutée par Einstein, Popper la situe dans un monde de connaissances faillibles alors que Kant, respectant le point de vue de son époque, la situe dans un monde de lois à la fois infaillibles et humaines. Selon Kant, dit Boyer, « c’est nous qui informons la réalité, qui lui donnons sa forme : l’objet se règle sur nous. » Ce monde a priori de Kant ne disparaît pas entièrement chez Popper, mais il n'en reste plus qu'un monde de connaissance subjective, voire biologique, séparée de notre connaissance objective, régie par une théorie évolutionnaire et incluant des prédispositions innées. De la même manière que, chez Kant, nos observations sont le résultat d'une synthèse d'un monde a priori et d'un monde empirique nouménal, chez Popper, le monde subjectif et le monde empirique ont et doivent avoir une influence sur notre connaissance objective faillible. La solution de Popper au problème de l'induction est, il l'admet, une synthèse inspirée par Kant du rationalisme et de l'empirisme, mais le monde empirique a un rôle plus important chez Popper, car il est utilisé dans l'approche critique qu'Einstein a eu face à la théorie de Newton.
Popper a défini la réfutabilité pour s'aligner avec cette approche critique et résoudre le problème de la démarcation entre la connaissance scientifique et les autres formes de connaissance. La question de savoir comment distinguer la connaissance scientifique des autres formes de connaissance a toujours fasciné les philosophes, en particulier, ceux du Cercle de Vienne avec lesquels Popper a beaucoup interagi. Une difficulté majeure était que l'observation est lestée de théories (en), c'est-à-dire qu'on ne peut pas comprendre l'observation sans une théorie pour expliquer au moins partiellement les instruments de mesure et d'autres théories pour expliquer le contexte plus large qui permet de comprendre cette théorie. Popper est conscient que cela amène une régression sans fin. La solution de Popper est de distinguer entre un niveau dit logique et un autre niveau dit méthodologique. Le niveau logique est celui dans lequel on formule une théorie telle la gravitation universelle et les énoncés de base. Une décision méthodologique doit être prise pour définir le niveau logique et les énoncés de base correspondants. Cela ne veut pas dire qu'il est impossible de donner la théorie expliquant les énoncés de base, mais une décision est prise de considérer cela comme appartenant à l'interprétation empirique. L'existence de cette interprétation empirique est la condition matérielle de la réfutabilité. Ce n'est pas une exigence formelle, à cause de la régression infinie. La réfutabilité exige aussi que la théorie soit contredite par des énoncés de base.
Pour répondre à Lakatos qui suggérait que la réfutabilité de la théorie de Newton était aussi difficile à démontrer que la réfutabilité de la théorie de Freud, Popper a donné l'exemple d'une pomme qui monte du sol jusqu'à une branche puis se met à danser d'une branche à l'autre. C'est clairement impossible, mais c'est un énoncé de base, car la position de la pomme à différents moments peut être mesurée, et ça contredit logiquement la théorie. Méthodologiquement, ce n'est qu'une « contradiction potentielle ».

### La réfutation
Bien avant que Popper lui ait donné son sens de critère de démarcation, la réfutabilité prise dans le sens usuel de « pouvoir faire l'objet d'une réfutation » a fait partie de l'histoire de la logique indienne et des techniques grecques de réfutation. Par exemple, le principe modus tollens était déjà connu en Grèce et en Inde à une époque très reculée, La réfutation logique, en particulier le modus tollens, jouera un rôle essentiel dans le concept technique de réfutabilité qui sera introduit par Popper beaucoup plus tard.

### Le débat entre rationalistes et empiristes
René Descartes a commencé son célèbre Discours de la méthode par la phrase « Le bon sens est la chose du monde la mieux partagée » dans laquelle il identifie le bon sens à « la raison » qu'il conçoit comme une faculté humaine qui est source de vérité. D'autres philosophes tels Spinoza, Leibniz et Émilie du Châtelet ont accepté qu'il y a une source de connaissance fiable, appelée la raison, dans la nature humaine. Cette vision, appelée le rationalisme, a été critiquée par des empiristes (de l'Angleterre) tels que Bacon, Locke et Hume. Ces empiristes ont soutenu que la connaissance vient plutôt de l'observation. Alors que pour Descartes il est irrationnel de soutenir une position qui ne peut être déduite d'une idée claire et distincte, pour un empiriste c'est plutôt de soutenir une position qui ne peut être déduite d'une observation qui est irrationnel. Cette dualité entre le rationalisme et l'empirisme est selon Vanzo une simplification excessive de l'histoire de la philosophie qui a été mise à profit par Kant pour expliquer une philosophie qui apparaît comme une synthèse des deux extrêmes. Popper, qui est beaucoup influencé par Kant, dira aussi que la théorie déductiviste-empiriste qu'il soutient « peut être considérée comme une synthèse des deux théories classiques de la connaissance : une synthèse d'éléments du rationalisme et de l'empirisme »,,, et propose d'appeler cela le rationalisme critique: le rationnel apparaît dans l'usage des mathématiques qui, à travers une logique déductive, aboutit à la définition de tests empiriques soumis à la discussion critique. Comme Peirce avant lui, à cause de la composante empirique et des limites de la logique déductive, il adopte un rationalisme faillibiliste, i.e., sans justification, sauf le succès dans des tests sévères. Selon Popper, ces tests peuvent réfuter les autres théories considérées, laissant ainsi la théorie comme seule candidate possible, mais fondamentalement tout passe par une synthèse de créativité et de réfutation et non par la confirmation. Hume avait mis en évidence la difficulté de justifier la connaissance par l'observation. Hume expliquait notre acceptation des lois par des mécanismes psychologiques. Cette approche, appelée le psychologisme, sera rejetée par Popper et alimentera le débat entre les objectivistes et les subjectivistes.

### Le problème de l'induction
Le rationalisme critique de Karl Popper serait difficilement possible sans le contexte historique du « problème de l'induction » soulevé par Hume,. En substance, le problème, aussi appelé le « problème de Hume », est que la croyance à une théorie scientifique, même si elle est appuyée par l'observation, ne peut être justifiée par cette observation : de par son caractère universel, c'est-à-dire non limité à un objet spécifique dans l'espace-temps, la théorie prédit beaucoup plus que ce que nous ne pourrons jamais observer.
Concernant la conclusion de l'argument de Hume, le philosophe Marc Lange écrit : « nous n'avons droit à aucun degré de confiance, aussi léger soit-il, dans toutes les prédictions concernant ce que nous n'avons pas observé ». Cette conclusion est acceptée par Popper et d'autres,,. Selon Chalmers, plusieurs manières de tenter de résoudre le problème de l'induction ont été envisagées, mais cela n'a pas produit de « nouvelles approches de la nature de la science ».
Pour illustrer le problème d'une nouvelle manière, Nelson Goodman a défini en 1946 la propriété « vleu »: bleu si pas observé jusqu'à présent et vert sinon, comme si l'observation de l'objet faisait passer sa couleur du bleu au vert. Le problème est que l'induction vérifie « toute émeraude est vleue » autant que « toute émeraude est verte ». Sans méthode pour déterminer quelles propriétés des objets peuvent être projetées par induction hors du monde observé, il n'y a pas de procédure d'induction.
Avant Hume, Newton a prétendu avoir inféré inductivement sa théorie à partir des lois de Kepler,,. Après Hume, des philosophes ont continué de présenter des exemples de découvertes en science qui semblent avoir été obtenues par induction. Godfrey-Smith présente la découverte de la structure de l'ADN par Watson et Crick. Couvalis 1997 présente la théorie des germes. Ces cas particuliers ne contredisent pas l'argument de Hume ni celui de Goodman, car il n'est pas dit que le principe fonctionne systématiquement: c'est une induction qui vient sans règle pour la définir. À propos de la théorie de Newton, Popper argumente qu'elle est en contradiction avec la théorie de Kepler et qu'aucune règle d'induction n'a pu être utilisée. Mais, il y a un espoir qu'on trouvera une règle générale qui répondra au défi posé par Goodman. Charlie Dunbar Broad a suggéré en 1926 que l'induction est « la gloire de la science et qu'elle cesserait dans le prochain centenaire d'être le scandale de la philosophie ».
Certains qualifient d'inductif tout processus qui influence notre confiance aux hypothèses. Charles Sanders Peirce (1839-1914) accepte l'usage de l'induction en tant que moyen de renforcer notre croyance à une théorie, mais c'est une confiance provisoire et faillible. Loptson parle d'induction non rationnelle, basée sur l'instinct, et d'attentes inductives où le plaisir et la douleur sont concernés. Selon Hilary Putnam, même la création de conjectures qui anticipent le futur, un processus qui n'est pas nié par Popper, est de l'induction. Cette définition est confondue avec la définition plus stricte d'induction utilisée par Popper. Ainsi, même si, en tant que scientifique raisonnable, Popper comprend qu'une conjecture doit anticiper le futur, selon Putnam, en 1974, « étant donné que l'application des lois scientifiques demande une anticipation du futur, Popper se trompe en disant que l'induction n'est pas nécessaire ». La notion d'induction est si flexible que tout outil mathématique pouvant aider à créer des conjectures sert à définir une méthode inductive, même s'il est non ampliatif tel un théorème de probabilités et statistiques. De cette manière, une logique inductive trouve sa place dans des livres de logique du XXIe siècle: voir par exemple Copi, Cohen et Flage 2005, Chap. 9.
À l'opposé de tout cela, Popper adopte le sens, selon lui original, de l'induction en tant que processus ampliatif appuyé par une règle qui fonctionne au moins un peu d'une manière quantifiable. Il ne voit pas l'utilité de supposer une règle inductive psychologique qui n'aurait aucune valeur au niveau de la connaissance objective. Sur cette base, il a affirmé que la science ne fonctionne pas par induction, mais par une méthodologie informelle incorporant des tests (statistiques) rigoureux qui seraient impossibles sans la réfutabilité. Au sujet de la logique inductive qui servirait à expliquer la croyance aux lois, Meehl mentionne une boutade attribuée à Morris Raphael Cohen : « Les livres de logique ont tous deux parties. Dans la première, sur la logique déductive, les raisonnements fallacieux sont expliqués; dans la deuxième, sur le raisonnement inductif, ils sont commis ». Pour éviter tout raisonnement fallacieux, l'explication du rationalisme critique pour la croyance est que celle-ci porte, avant même l'observation, sur des conjectures qui existent déjà et toute augmentation de la croyance qui vient de l'observation s'explique par une logique déductive.
Selon l'analyse de l'argument de Hume donnée dans Henderson 2018, tout support pour l'induction exige soit un appel à une proposition synthétique a priori dans une logique non ampliative (première corne de la fourchette de Hume) ou une logique ampliative et donc nécessairement circulaire et invalide (deuxième corne). L'analyse de Henderson présente des critiques de la deuxième corne, mais complémente et solidifie cette deuxième corne par l'argument de Goodman mentionné ci-dessus.

### L'approche bayésienne
Parmi les tentatives de démonter la première corne de la fourchette de Hume, Henderson mentionne l'approche de Kant discutée plus loin et celle de Bayes. La logique bayésienne n'est pas ampliative: elle n'apporte pas plus d'information que celle contenue dans les prémisses et les observations. Comme mentionné dans l'analyse de Henderson, cette tentative de justification exige une proposition synthétique a priori qui, dans ce cas-ci, est une manière de déterminer les probabilités a priori requises par la règle de Bayes. La tentative échoue car aucune manière, y compris le principe d'indifférence (en), ne semble acceptable de manière générale.
Colin Howson (en) reprend l'approche bayésienne. De la même manière que Popper a transformé le problème de Hume, qui est celui de la justification de la connaissance, en celui de trouver l'utilité de la logique déductive dans la démarche scientifique, Howson transforme le problème de Hume en celui de trouver l'utilité de la logique bayésienne dans cette démarche. Comme Popper, il accepte que l'induction (i.e, une logique ampliative) soit impossible. Il ne cherche pas à attaquer l'argument de Hume. Il propose que la logique bayésienne des probabilités soit la logique (non ampliative) d'un raisonnement inductif dans lequel la vérité de la conclusion dépend de la vérité des prémisses, comme c'est le cas aussi dans une logique déductive. De la même manière que Popper a insisté sur la distinction entre la logique de la phase déductive (qui est le sujet de la réfutabilité) et la méthodologie, Howson insiste que les problèmes de la méthodologie, la faillibilité des conjectures et des observations, ne concernent pas la logique de l'approche bayésienne. Dans cette approche, les différentes hypothèses et leur probabilité a priori constituent une conjecture empirique. Cette approche rejoint le principe, adopté par Popper, que la science fonctionne par conjectures empiriques que nous sommes portés à croire a priori, mais qui sont faillibles.
Une différence importante est que la logique bayésienne utilise la conjecture a priori et les observations pour calculer des probabilités a posteriori. Selon Jan-Willem Romeijn, la logique bayésienne sert à garantir une cohérence entre les conjecture a priori et a posteriori. Chalmers mentionne des exemples présentés par Howson qui illustrent que la logique bayésienne semble expliquer la démarche scientifique. Ainsi, Popper se tromperait en suggérant que la logique bayésienne ne peut jouer aucun rôle.
Cependant, Chalmers critique la manière stricte de Howson d'appliquer la logique bayésienne. Selon Howson, la solution au problème de Hume consiste à « éliminer le lien entre l'induction et la vérité ». Comme Miller, Chalmers croit que la science ne doit pas couper le lien avec la vérité. Les prémisses de départ doivent être compatibles avec des hypothèses a posteriori correctes. Rien dans la logique bayésienne ne permet de rejeter les prémisses de départ, même si elles contredisent déductivement les observations. À l'instar du rationalisme critique, la logique bayésienne ne propose pas de tester les conjectures pour alimenter une discussion critique dans le but de proposer éventuellement de meilleures conjectures a priori. Pour expliquer à quel point établir des prémisses correctes est difficile, Henderson compare les expériences scientifiques avec l'expérience simple de tirer une balle d'une urne. On peut manquer d'imagination dans le choix des hypothèses: même si la prémisse est que l'urne contient des balles blanches et noires, une balle rouge peut être tirée, en supposant que ça soit même une balle. Henderson soulève des difficultés plus profondes. Par exemple, la supposition que l'urne ne change pas d'une fois à l'autre ne correspond pas au fait que les instruments, leur précision, etc. peuvent changer d'une expérience à l'autre. Ce qu'on apprend à propos de l'urne est valide pour les prochaines balles tirées, mais ce qu'on apprend sur les instruments utilisés lors d'une expérience ne s'applique pas nécessairement à d'autres expériences qui utilisent une technologie améliorée. On apprend de nos erreurs. Les prochaines expériences ne sont pas nécessairement identiques. Ce n'est qu'un exemple qui illustre comment une prémisse peut être incorrecte. Le bayésianisme n'est pas en cause, car ce sont les prémisses qui ne tiennent pas, mais dire cela ne propose pas de méthodologie ou une philosophie pour corriger une conjecture qui est invalide et doit être modifiée.
Pour que cette approche rejoigne le principe « conjectures et réfutations » de Popper, il faudrait une manière d'utiliser les conclusions bayésiennes en tant qu'information mathématique dans une discussion critique dont le but est de possiblement remplacer la conjecture a priori par une autre. Cette autre conjecture serait dans un sens aussi a posteriori, mais pas nécessairement celle qui est calculée par la logique bayésienne, car d'autres éléments que les observations et les hypothèses originales peuvent être pris en compte. Cela ne contredit pas la logique bayésienne, car cette logique ne peut être blâmée lorsque ce sont les prémisses qui sont en cause. Selon Miller, la logique bayésienne est silencieuse sur la nécessité de les remettre en cause et la situation se résume en disant que la logique bayésienne a une valeur épistémologique, mais peu de valeur méthodologique.

### Objectivité et intersubjectivité
Avant Popper, Kant avait proposé une solution au problème de Hume qui faisait aussi appel à des connaissances qui portent sur le monde des observations tout en précédant ces observations. La différence est que, pour Kant, ces connaissances sont des vérités a priori, ce qui place cette tentative de solution dans la première corne de la fourchette de Hume, alors que pour Popper ces connaissances sont des conjectures faillibles—il n’essaie pas de contourner l'argument de Hume. Cependant, ils ont en commun que ces connaissances sont intersubjectives. L'intersubjectivité suggère chez Kant l'existence d'une réalité objective ou « extérieure », i.e., commune à tous les sujets. Selon Boyer, Popper accepte la définition que Kant donne à l'objectivité et il le rejoint à propos de l'importance de la « concordance des jugements »—voir aussi Stokes 2016, Sec. 4. Pour Zahar, dans la philosophie de Popper, « intersubjectivité et objectivité sont synonymes » et Stokes fait la même remarque. Cependant, toujours selon Boyer, pour Popper on ne peut savoir si la connaissance objective de la science est vraie. Boyer explique que, selon Popper, Kant a été induit en erreur par sa croyance erronée en la vérité de la physique newtonienne, tellement vraie pour Kant, dira Boyer, qu'elle l'est a priori,. De plus, pour Kant, Newton n'a pas eu besoin de créativité pour trouver sa théorie: elle pouvait se déduire systématiquement d'une connaissance a priori accessible—elle était elle-même de cette manière une connaissance a priori. Popper rejette cela. Dwayne Mulder, dans son article sur l'objectivité dans Internet Encyclopedia of Philosophy note qu'il est important de distinguer entre deux genres d'objectivité: l'une s'applique à la connaissance ou au jugement et l'autre à la réalité elle-même. Pour Kant, jamais la science n'atteindra la connaissance des choses en elles-mêmes. Popper acceptait la vérité comme idée directrice et en cela il s'est rapproché de la vérité a priori de Kant, sans toutefois accepter qu'une théorie scientifique puisse être connue comme vraie. Pour Popper, la connaissance objective scientifique consiste en des modèles théoriques conjecturales avec une interprétation empirique (voir #Langage objet, métalangage et état de chose) permettant une confrontation avec l'observation.

### L'expérience cruciale et le problème de l'indétermination
Avant que Popper ne formule son critère, déjà en 1910, Pierre Duhem avait envisagé le rôle de la réfutation et avait soulevé une difficulté, le problème dit de l’expérience cruciale : la réfutation ne peut servir à prouver une théorie car les théories ou hypothèses scientifiques ne viennent pas en nombre fini. Il faudrait réfuter toutes les autres théories, ce qui est impossible. Il avait même considéré le fait qu’une théorie (T) ne vient pas d’une manière isolée, mais avec une connaissance d’arrière-plan (CA). La thèse de Duhem (qui a précédé la logique de la découverte scientifique de Popper) dit que dans la mesure où la connaissance d’arrière-plan est possiblement fausse, on ne peut pas conclure que la théorie nouvelle doit être réfutée. On peut uniquement conclure qu’il existe une contradiction, i.e., « CA Λ T ⇒ faux », dans le premier système et pas dans l’autre. Cela ne veut pas dire que T est faux, car on ne sait pas si CA est vrai. La logique de la découverte scientifique de Popper ne contredit pas la thèse de Duhem car elle n'est pas à propos de réfutations décisives de théories. Popper, étant conscient de la thèse de Duhem, a toujours mis l'accent sur la distinction entre l'aspect logique de la falsifiabilité et les aspects méthodologiques de la réfutation. La réfutabilité, étant définie au niveau logique, n'est pas touchée par la thèse de Duhem. Selon Mark Blaug, Popper n'était pas seulement conscient de la thèse de Duhem, il a aussi conçu sa méthodologie pour complémenter la réfutabilité logique de manière à prendre en compte cette thèse.

### Langage objet, métalangage et état de chose
Au début du XXe siècle, pour éviter des incohérences, les logiciens ont distingué entre langage objet et métalangage. Cette distinction est semblable à celle entre les équations formelles et la situation-problème dans un processus simple de mise en équation : comme pour les équations formelles, le langage objet n'exprime que certaines relations et ignore les autres aspects. Dans cette analogie à valeur purement pédagogique, les lois ou axiomes énoncés dans le langage objet sont comme des équations servant à résoudre une situation-problème. Popper insistera beaucoup que la réfutabilité existe au niveau du langage de la théorie qui fait abstraction des problèmes méthodologiques de la réfutation, i.e., au niveau de la logique. Dans la mesure où ce langage a une interprétation empirique, une observation décrite dans ce langage est un état de chose imaginable, mais cet état de chose peut ne correspondre à aucun fait et donc être imaginaire.

### Intersubjectivité et critère de vérité
Popper voit aussi dans cette séparation du langage et du métalangage, plus spécifiquement dans la théorie de la vérité de Tarski, un appui à la notion de vérité objective,, mais Tarski répond que sa théorie est « épistémologiquement neutre ». À ce sujet, Chalmers retourne contre Popper la nécessité de distinguer entre la théorie et la réalité méthodologique dans laquelle les lois théoriques ne sont plus isolées. Chalmers accepte la correspondance avec les faits dans le cas d'énoncés « tirés du discours quotidien » tels que « la neige est blanche » donnés par Popper en exemple, mais soulève les problèmes méthodologiques qui surviennent lorsqu'on tente d'appliquer cette correspondance de manière plus générale en science. Zahar a une critique similaire : si objectivité et intersubjectivité sont synonymes, la vérité objective ne peut être la correspondance avec les faits, car « la réalité extérieure est hors d'atteinte, elle est transcendante » alors que les phrases, « en tant qu'entités linguistiques, ne posent pas de problèmes puisque nous les créons nous-mêmes ; nous y avons donc accès ». Les entités linguistiques sont objectives. En plus de ces critiques, Popper autocritique son usage de l'intersubjectivité : Robinson Crusoé pourrait développer et tester la science sur son île,,. Déjà en 1930-1933, il admet que « le contrôle poursuivi par un seul individu a déjà quelque chose de semblable à un contrôle intersubjectif. (Le caractère sociologique n'est donc pas — du moins dans beaucoup de cas — d’une importance décisive.) » (C'est lui qui souligne). Cependant, pour Popper « la méthode scientifique suppose un contrôle collectif. ». L’objectivité scientifique, selon Popper, n’est pas l’affaire du seul chercheur, mais passe nécessairement par la coopération critique d’autres chercheurs. Elle relève d’une méthode intersubjective,,. Sur ce point, Otto Neurath mentionne que le succès de Robinson Crusoe exige les propriétés intersubjectives du langage. De plus, selon Popper, « les méthodes dont [Robinson Crusoé] dispose ne garantissent pas l'élimination de certaines erreurs qui peuvent être éliminées par nos méthodes » (toujours Popper qui souligne). Si pour Popper la vérité est une correspondance informelle avec les faits, cette correspondance doit être jugée par un phénomène sociologique. Sur ce dernier point, il rejoint d'autres philosophes avant lui tels que George Herbert Mead.

### Le problème de la démarcation et le Cercle de Vienne
Tout en maintenant une approche critique, Hume se définit comme un empiriste. Cette dualité est considérée comme le paradoxe de l'empirisme. Cet empirisme « écartelé » était la manière de l'époque de « dresser une barrière face aux prétentions de la spéculation métaphysique ». Cette volonté de démarquer clairement l'approche scientifique, ou empirique, de l'approche non scientifique, se retrouve de manière prononcée dans les années 1920 chez les néo-positivistes du Cercle de Vienne, pour qui, sous l'influence du Tractatus de Wittgenstein, « seuls avaient du sens les énoncés analytiques et les énoncés empiriques, c’est-à-dire vérifiables par l'observation (en un nombre fini d’étapes) ». Le Cercle interprétait Wittgenstein comme demandant ce que Carnap a plus tard appelé un langage « moléculaire », c'est-à-dire, un langage qui n'accepte que des quantificateurs sur des domaines finis. Cela était problématique car le langage scientifique n'est pas de ce type. Carnap, déjà en 1926, bien avant la falsifiabilité de Popper, avait admis qu'il fallait abandonner la vérification stricte. Il fallait, selon lui, se contenter de confirmer les théories avec un certain degré de confiance. En 1936, Carnap considère une version affaiblie de cette approche qu'il appellera la confirmation. La confirmation ne cherche pas à établir le degré de vérité des lois scientifiques d'une manière quantitative, mais maintien le principe que notre confiance en une loi augmente avec le nombre d'instances qui la confirment. En cela, Carnap s'est beaucoup rapproché de Popper, mais sans trop se distancer du Cercle.

### La réfutabilité poppérienne dans la méthode scientifique
Karl Popper a remarqué que la relativité générale a permis de faire des prédictions qui auraient très bien pu ne pas être vérifiées, alors que d'autres théories trouvaient une confirmation en toute chose. De plus, Einstein lui-même disait qu'il n'y avait pas de méthode logique pour construire une théorie. Popper en a conclu que la méthode scientifique consiste à faire des conjectures qui peuvent être confrontées à l'expérience. Le but de Popper en définissant la réfutabilité n'était pas de changer la méthode scientifique qui avait fait ses preuves. Selon ses propres termes, il a « tendance à penser que nous devrions tenter de découvrir ce que les scientifiques “doivent” faire », mais il trouve cette méthode chez Einstein.
Dans ce but, Karl Popper invite à distinguer une réfutabilité au sens technique d'une réfutabilité plus commune utilisée dans la vie courante en dehors de tout cadre scientifique. En effet, pour Popper, la réfutabilité ne concerne que la nécessité pour une théorie, si elle veut être empirique, d’être logiquement contredite par des énoncés de base,,,,.
Ces derniers doivent respecter une exigence matérielle : les énoncés de base doivent avoir une interprétation en termes d'observations intersubjectives,. L'exigence matérielle ne signifie pas que les énoncés de base doivent être possibles dans les faits. Chalmers mentionne "la brique est tombé en l'air lorsqu'on l'a lâchée" comme exemple d'énoncé de base qui est une contradiction potentielle de la loi de la gravitation de Newton. C'est un énoncé impossible dans les faits, mais il respecte néanmoins l'exigence matérielle, car ça pourrait être observé avec la technologie actuelle, par exemple, si une autre loi que la gravité entrait en jeu. Formellement, il n'y est question que d'énoncés et de leurs relations logiques, mais les énoncés doivent avoir une interprétation empirique. Alain Boyer explique que le caractère empirique des énoncés de base ne peut être inclus dans la réfutabilité que sous un angle informel. Malgré son aspect informel inévitable, Popper est conscient que ce caractère empirique est important et est une condition nécessaire à la démarche scientifique. L'exigence matérielle est une partie intégrante de la réfutabilité : Zahar dit « une loi physique, comme l'avait bien remarqué Duhem, n'est pas seulement une suite de symboles, mais une formule munie d'une interprétation. » . Il explique qu'autrement on pourrait « éluder une réfutation en changeant le sens des termes qui entre dans la formulation d'une hypothèse scientifique ». Cela est repris par Boyer : « Ce genre de "stratégies immunisantes" revient à subrepticement changer de théorie ».
Les exigences de la réfutabilité qui sont décrites ci-dessus peuvent naturellement être satisfaites à l'intérieur d'un cadre théorique sans avoir à exécuter aucune observation spécifique. Même le caractère empirique peut s'énoncer naturellement à l'aide des connaissances d'arrière-plan (à propos de l'observation), sans avoir à faire aucune observation. Cette exigence matérielle qui est nécessairement informelle fait partie de la signification empirique de la théorie qui doit être fixée à l'avance,. Cependant, Popper explique et cela est repris par Lakatos que des décisions méthodologiques doivent être prises pour accepter ou rejeter une contradiction potentielle et ainsi rejeter ou corroborer la théorie par le biais d'observations. Comme Thornton le mentionne, Popper a mis beaucoup d'importance à ce qu'on fasse une distinction entre cet aspect méthodologique de la science et l'aspect logique de la réfutabilité.
Dans la méthode scientifique telle que comprise par Popper, les décisions méthodologiques qui servent à réfuter une théorie ne sont pas prises à l'aide d'une procédure stricte et systématique et elles n'ont pas force de lois dans le rejet de la théorie et son remplacement par une autre. Popper est conscient du problème de l'indétermination: la réfutation d'une théorie est tout au plus la corroboration d'une autre théorie parmi plusieurs autres possibles—elle ne permet pas de rigoureusement choisir parmi l'ensemble des théories scientifiques possibles. Il est donc requis de faire des conjectures. Trouver la bonne conjecture et la tester afin qu'elle puisse succéder à la théorie réfutée peut prendre du temps. Dans ce contexte, Popper reconnaît que des énoncés ou théories non réfutables peuvent jouer un rôle important dans la méthode scientifique en imposant des contraintes sur les théories à considérer pour faire ces conjectures. Il propose le nom de « programme de recherche métaphysique » pour ces théories non scientifiques.
Selon Popper, la mise à l'épreuve d'une théorie par la méthode scientifique ne peut jamais servir à justifier ou même rejeter logiquement la théorie : comme la thèse de Duhem le dit, sauf si on accepte comme non problématiques des hypothèses auxiliaires et des connaissances contextuelles ou d'arrière plan, une réfutation ou une corroboration n'est jamais rigoureusement justifiée par la logique, mais, toujours selon Popper, « cela ne donne pas raison au scepticisme ni au relativisme ».

#### Imprécision relative aux tests et aux résultats scientifiques consécutifs, et heuristique
L'inévitable imprécision des résultats des tests, donc leur corrélative faillibilité, alliée au fait qu'il est tout aussi impossible d'éviter complétement l'introduction d'éléments de subjectivité, rend le travail scientifique (et les résultats qu'il produit) toujours critiquable, donc toujours potentiellement renouvelable ou heuristique : puisque tout test scientifique est imparfait ou (relativement) imprécis, il est toujours envisageable de supposer l'existence d'erreurs dont la résolution serait source de découverte d'un accroissement des connaissances. En outre, cette imperfection inhérente à tout test scientifique peut constituer cette part de l'inconnu qui soit éventuellement connaissable par la mise à l'essai de nouvelles conditions initiales.
L'univers de la vraie science ne peut donc être un univers clos, mais est forcément un univers ouvert. Il ne peut reposer sur des bases solides (ou « ultimes » comme le formule Karl Popper), mais « sur des pilotis toujours mieux enfoncés dans la vase ». Et une science comprise au sens de Karl Popper ne peut jamais être « vraie » (au sens de la vérité certaine), mais toujours incomplète, imprécise, non suffisante, donc « fausse » par rapport à une hypothétique vérité certaine, laquelle demeure pour Karl Popper une « idée directrice » et métaphysique, mais également nécessaire pour les progrès de la recherche scientifique.
C'est la raison essentielle pour laquelle, le « jeu de la science » est logiquement sans fin.

### Réfutationnisme et rationalisme critique
L'école de pensée qui utilise la réfutabilité en tant que principe philosophique est connu sous le nom de rationalisme critique ou réfutationnisme, mais ce dernier terme réfère aussi aux réfutationnismes dogmatique, naïf et sophistiqué de Lakatos qui sont une reconstruction de l'historique de la philosophie de Popper qui a été proposée par Lakatos dans le but de la critiquer et éventuellement l'améliorer, en affirmant que celle-ci ne tenait pas compte de la thèse de Duhem—critiques et propositions d'amélioration qui ont mené, selon Harman, à une rupture entre les deux. En 1974, Lakatos a demandé si le réfutationnisme de Popper était naïf ou sophistiqué. Popper a répondu que Lakatos « a déformé son histoire intellectuelle avec ces distinctions terminologiques ».

#### Terminologie
Déjà en 1962, Popper avait proposé l'expression rationalisme critique pour identifier sa philosophie. En 1978, il a mentionné qu'il préférait éviter le terme réfutationnisme. Plus récemment, le terme réfutationnisme a été utilisé positivement, par exemple par David Miller, comme synonyme de rationalisme critique.

#### Rationalisme critique et thèse de Duhem
Il est reconnu que Popper était bien conscient de la thèse de Duhem, et qu'au niveau de la logique de la réfutabilité cette thèse ne cause aucune difficulté. À ce sujet, Thornton explique que la logique de la réfutabilité de Popper est d'une grande simplicité, mais qu'au niveau méthodologique la situation est plus complexe. Il mentionne que Popper a plusieurs fois expliqué que même si une théorie est réfutable, il est impossible, en accord avec la thèse de Duhem, de la réfuter rigoureusement. Néanmoins, Popper a mentionné dans Conjectures et réfutions et ailleurs, comme l'explique Thornton, que, malgré la thèse de Duhem, il est possible de réfuter une théorie à l'aide de connaissances contextuelles qu'on ne remet pas en question. Zahar décrit une solution au problème de Duhem qu'il attribue à Popper et à Duhem lui-même. Popper ajoute que de toute manière, il demeure qu'on peut réfuter le système dans son ensemble, la théorie avec les connaissances contextuelles, et espérer qu'on trouvera à l'aide d'autres tests la partie qui est fautive. Donc, au niveau méthodologique, Popper a accepté la thèse de Duhem, mais a continué de parler de réfutations. À cause de cela, il est reproché à Popper de ne pas avoir pris au sérieux l'aspect pratique de la thèse de Duhem. Pour Lakatos, il n'y a pas de réfutation d'une théorie à cause d'observations qui la contredisent. Par exemple, ce ne sont pas les observations contradictoires, mais la supériorité de la théorie d'Einstein, qui a permis de rejeter la théorie de Newton. Sans cette dernière, même en tenant compte des connaissances contextuelles, il n'y aurait pas eu de rejet. Popper a répondu qu'il ne confond pas la réfutation d'une théorie avec son rejet et que le choix d'accepter ou de rejeter une théorie dépend de plusieurs facteurs tels les autres théories disponibles. Mark Blaug confirme que Popper a toujours été parfaitement conscient de ce « principe de ténacité ». Pour cette raison, il affirme que le réfutationnisme de Popper est sophistiqué et non naïf. Mais, la littérature demeure ambiguë à ce sujet. Par exemple, dans son récent article sur Popper dans la Stanford Encyclopedia of Philosophy, Thornton mentionne que la distinction faite par Popper entre réfutation logique et rejet méthodologique ne « rend pas justice » au principe de ténacité.

#### Réfutationnisme sophistiqué
Imre Lakatos, disciple de Popper, dans son livre Preuves et réfutations (en), a proposé un « réfutationnisme sophistiqué » selon lequel une théorie ne peut être réfutée que par une autre théorie,. Zahar a mentionné que ce réfutationisme sophistiqué de Lakatos, autant que celui qu'on pourrait attribuer à Popper, exige la réfutabilité poppérienne,.

## Exemples de démarcation
En philosophie des sciences, le vérificationnisme affirme qu'un énoncé doit être empiriquement vérifiable pour être à la fois signifiant et scientifique. Popper relève que les penseurs du positivisme logique ont mélangé deux problèmes, celui du sens et celui de la démarcation. Il s'oppose à cette conception en affirmant qu'il y a des théories signifiantes qui ne sont pas scientifiques.
Popper utilise la réfutation comme critère de démarcation entre les théories scientifiques et les théories non scientifiques. Il est utile de savoir si un énoncé ou une théorie est réfutable, ne serait-ce que pour comprendre la manière d'estimer la valeur de la théorie. On peut ainsi s'épargner la peine de tenter de réfuter une théorie non scientifique.
Popper s’est strictement opposé au point de vue selon lequel les énoncés ou théories non réfutables seraient non signifiants ou même faux, affirmant que le réfutationnisme ne l'implique aucunement.
Ces points sont illustrés à l'aide d'exemples.

### Le principe d'équivalence
Un exemple d'énoncé de base est « La masse inertielle de cet objet est dix fois plus grande que sa masse gravitationnelle ». C'est un énoncé de base car la masse inerte et la masse gravitationnelle peuvent être mesurées séparément de manière objective, même s'il n'arrive jamais qu'elles soient différentes. Cet énoncé est une contradiction potentielle du principe d'équivalence. Cette contradiction, même si elle ne se réalisera jamais dans les faits, démontre la réfutabilité du principe d'équivalence.

### Évolution

#### Lapin précambrien
L'énoncée « [ce sont] des lapins fossiles de l'ère précambrienne », attribuée à J. B. S. Haldane, est un énoncé de base car il est possible de trouver un fossile de lapin et de déterminer la date d'un fossile, même s'il n'arrive jamais qu'un fossile de lapin soit daté à l'ère précambrienne. Cela montre le caractère scientifique de la théorie de l'évolution, parce que l'énoncé contredit l'hypothèse que tous les mammifères ont existé dans une époque beaucoup plus récente. Comme Richard Dawkins le mentionne, tout autre animal moderne, tel un hippopotame, suffirait,,.
Pour Popper, la paléontologie est une science, car même si elle porte sur des évènements uniques du passé, il est possible de tester, et donc d'infirmer, nombre des hypothèses qu'elle a émise.

### Exemples d'énoncés non réfutables
« Cet ange n'a pas de grandes ailes » n'est pas un énoncé de base, car bien que l'absence de grandes ailes puisse être observée, aucune technologie n'existe pour identifier les anges indépendamment de la présence d'ailes. Même s'il est admis que les anges existent, la phrase « Tous les anges ont de grandes ailes » n'est pas réfutable.
« Cette action humaine est altruiste » est un autre exemple donné par Popper. Ce n'est pas un énoncé de base, car aucune technologie acceptée ne nous permet de déterminer si une action est motivée ou non par l'intérêt personnel. Parce qu'aucun énoncé de base ne peut le réfuter, l'énoncé « Toutes les actions humaines sont égoïstes, i.e., motivées par l'intérêt personnel » n'est donc pas réfutable.

### L'omphalisme
Certains adhérents du créationnisme Jeune-Terre avancent un argument (appelé l'omphalisme d'après le mot grec pour nombril) selon lequel le monde a été créé avec l'apparence de l'âge ; par exemple, des poules adultes seraient apparues soudainement avec la capacité de pondre des œufs. Cette hypothèse ad hoc introduite dans le créationnisme Jeune-Terre est non réfutable car elle dit que le moment de la création (d'une espèce) mesuré par la technologie acceptée est illusoire et aucune technologie acceptée n'est proposée pour mesurer le moment « réel » revendiqué. De plus, si l'hypothèse ad hoc dit que le monde a été créé tel que nous l'observons aujourd'hui sans énoncer de lois supplémentaires, par définition elle ne peut être contredite par des observations et donc la théorie de la création qui en résulte n'est pas réfutable. Ceci est discuté par Dienes dans le cas d'une variation sur l'omphalisme, qui, en outre, précise que Dieu a fait la création de cette manière pour tester notre foi.

### Énoncés métaphysiques utiles
Grover Maxwell (es) a discuté d'énoncés tels « Tous les hommes sont mortels ». Ce n'est pas réfutable, car peu importe l'âge d'un homme, peut-être qu'il mourra l'an prochain. Maxwell a déclaré que cette affirmation est néanmoins utile, car elle est souvent corroborée. Il a appelé cela de la « corroboration sans démarcation ». L'opinion de Popper est que cet énoncé est effectivement utile, car Popper considère que les énoncés métaphysiques peuvent être utiles mais aussi parce qu'il est corroboré indirectement par toute corroboration de la loi réfutable « Tous les hommes meurent avant l'âge de 150 ans ». Pour Popper, si une telle loi réfutable n'existe pas, alors la loi métaphysique est moins utile, car elle n'est pas indirectement corroborée. Ce genre d'énoncés scientifiques non réfutables a été remarqué par Carnap dès 1937.

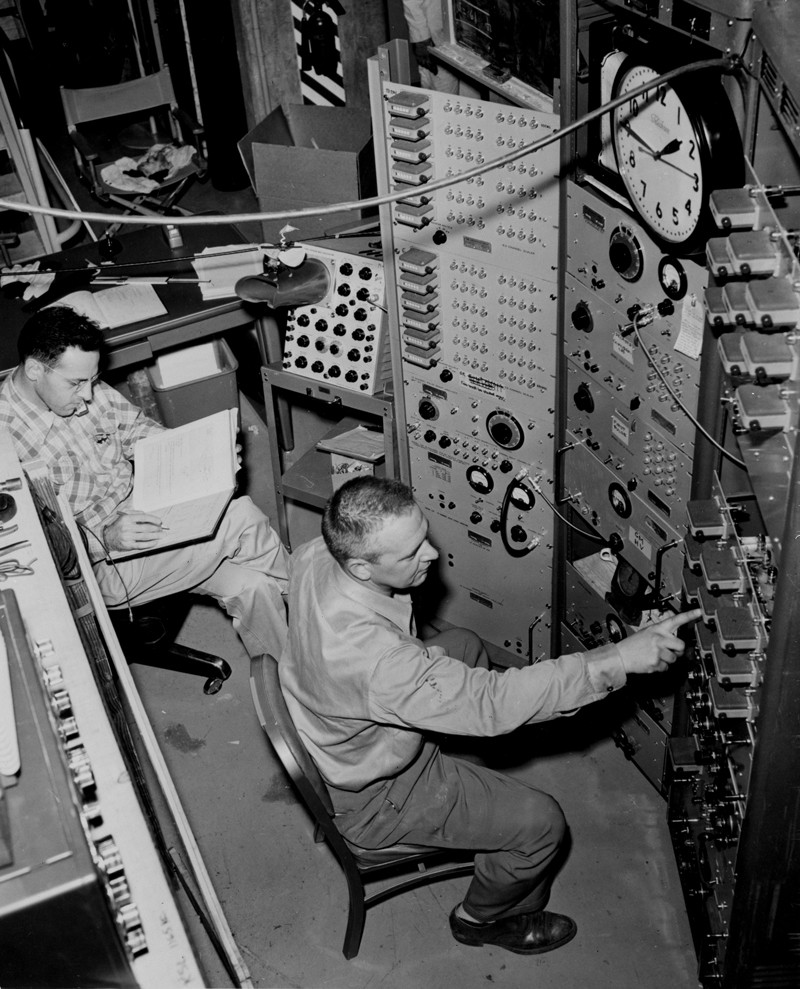
Clyde Cowan menant l'expérience sur les neutrinos (c. 1956).

Maxwell a également utilisé l'exemple « Tous les solides ont un point de fusion ». Ceci n'est pas réfutable, car peut-être que le point de fusion sera atteint à une température plus élevée,. La loi devient réfutable et plus utile si nous spécifions une borne supérieure sur les points de fusion ou une manière de calculer cette borne supérieure.
Un autre exemple de Maxwell est « Toutes les émissions bêta sont accompagnées d'une émission de neutrinos du même noyau ». Ceci non plus n'est pas réfutable, car peut-être que le neutrino peut être détecté d'une manière différente. La loi devient réfutable et bien plus utile d'un point de vue scientifique, si la méthode de détection du neutrino est précisée. Maxwell a déclaré que la plupart des lois scientifiques sont des énoncés métaphysiques de ce type, qui, selon Popper, doivent être précisés avant de pouvoir être indirectement corroborés. En d'autres termes, des technologies spécifiques doivent être fournies pour rendre les énoncés inter-subjectivement vérifiables, c'est-à-dire pour que les scientifiques sachent ce que signifie réellement la réfutation ou son échec.
Dans sa critique de la réfutabilité, Maxwell mentionne la nécessité de décisions méthodologiques pour réfuter l'émission de neutrinos (voir § Falsificationnisme dogmatique) ou l'existence d'un point de fusion. Par exemple, si aucun neutrino n'est détecté, l'explication peut être qu'une loi de conservation est fausse. Popper a toujours reconnu ces problèmes de réfutation et a insisté que ces problèmes ne concernent pas la réfutabilité, car elle est définie au niveau logique. Par exemple, il a souligné que, si un moyen spécifique est donné pour piéger le neutrino, alors, au niveau du langage, l'énoncé est réfutable, car « aucun neutrino n'a été détecté après avoir utilisé ce moyen spécifique » le contredit formellement (et c'est inter-subjectivement vérifiable - les gens peuvent répéter l'expérience).

### Sélection naturelle
Dans les 5e et 6e éditions de On the Origin of Species, suivant une suggestion d'Alfred Russel Wallace, Darwin a utilisé l'expression anglaise « survival of the fittest », une expression inventée par Herbert Spencer, comme synonyme de « sélection naturelle ». Popper et d'autres[Qui ?] ont déclaré que, si l'on utilise la définition la plus largement acceptée de « fitness » en biologie moderne, à savoir le succès reproducteur lui-même, l'expression « survival of the fittest » est une tautologie,,.
Le grand darwiniste Ronald Fisher a élaboré des théorèmes mathématiques pour aider à répondre à des questions à propos de la sélection naturelle. Mais, pour Popper et d'autres[Qui ?], il n'y a pas de loi (réfutable) de sélection naturelle en cela, car ces théorèmes ne sont utiles que pour certains traits rares,. Au lieu de cela, pour Popper, le travail de Fisher et d'autres[Qui ?] sur la sélection naturelle fait partie d'un programme de recherche métaphysique important et réussi.

### Mathématiques
Popper a déclaré que certains énoncés non réfutables sont utiles en science. Les énoncés mathématiques sont de bons exemples. Comme toutes les sciences formelles, les mathématiques ne s'intéressent pas à la validité des théories dans le monde empirique, mais plutôt à l'étude théorique et abstraite de sujets tels que la quantité, la structure, l'espace et le changement. Les méthodes des sciences mathématiques sont cependant appliquées pour construire et tester des modèles scientifiques traitant de la réalité observable. 

« Une des raisons pour lesquelles les mathématiques jouissent d'une estime particulière, au-dessus de toutes les autres sciences, est que leurs lois sont absolument certaines et indiscutables, tandis que celles des autres sciences sont dans une certaine mesure discutables et en danger constant d'être renversées par des faits nouvellement découverts. »

— Albert Einstein, Einstein 2010, Geometry and Experience, p. 27

### Historicisme
Popper a fait une distinction nette entre la théorie originale de Marx et ce que l'on a appelé plus tard le marxisme. Pour Popper, la théorie originale de Marx contenait de véritables lois scientifiques. Bien qu'elles ne pussent pas faire de prédictions, ces lois limitaient la façon dont les changements peuvent se produire dans la société. L'une d'entre elles était que les changements dans la société ne peuvent « être obtenus par des moyens juridiques ou politiques » . De l'avis de Popper, cette loi était à la fois réfutable et par la suite réfutée. « Pourtant, au lieu d'accepter les réfutations », a écrit Popper, « les partisans de Marx ont réinterprété à la fois la théorie et les preuves afin de les mettre d'accord... Ils ont ainsi donné une "tournure conventionnelle" à la théorie ; et par ce stratagème, ils ont détruit sa prétention tant annoncée au statut scientifique »,. Les attaques de Popper n'étaient pas dirigées contre le marxisme ou les théories de Marx, qui étaient réfutables, mais contre les marxistes qu'il considérait comme ayant ignoré les réfutations qui s'étaient produites. Popper a fondamentalement critiqué « l'historicisme » en tant que théorie pouvant prédire le futur de l'humanité, car il considérait comme notre droit, notre capacité et notre responsabilité de contrôler notre propre destin.

### Utilisation devant les tribunaux
La réfutabilité a été utilisée dans l'affaire Arkansas (en 1982), mentionnée dans l'affaire Daubert (en 1993) et d'autres affaires. Une enquête auprès de 303 juges fédéraux menée en 1998 a révélé que « [l]es problèmes liés à la nature non réfutable de la théorie sous-jacente d'un expert et les difficultés liées à un taux d'erreur inconnu ou trop élevé ont été cités dans moins de 2 % des cas ».

#### L'affaireMc Lean c. Arkansas
Dans l'arrêt de l'affaire Mc Lean c. Arkansas, le juge William Overton (en) a utilisé la réfutabilité comme l'un des critères pour déterminer que la « science de la création » n'était pas scientifique et ne devrait pas être enseignée dans les écoles publiques de l'Arkansas en tant que telle (elle peut être enseignée en tant que religion). Dans son témoignage, le philosophe Michael Ruse a défini les caractéristiques qui constituent la science comme (voir Pennock 2000, p. 5 et Ruse 2010):
- Elle est guidée par la loi naturelle ;
- Elle doit être explicative par référence à la loi naturelle ;
- Elle est testable par rapport au monde empirique ;
- Ses conclusions sont provisoires, c'est-à-dire qu'elles ne sont pas nécessairement définitives ; et
- C'est réfutable.

Dans sa conclusion relative à ce critère, le juge Overton a déclaré que : 

« Alors que n'importe qui est libre d'aborder une recherche scientifique comme il le veut, il ne peut pas prétendre que la méthodologie est scientifique, s'il commence par la conclusion et refuse de la changer, quelles que soient les preuves développées au cours de la recherche. »

— William Overton, McLean v. Arkansas 1982, à la fin de la section IV.(C)

#### Norme Daubert
La conclusion de l'affaire Daubert (en) cite Popper et d'autres philosophes de la science : 

« Habituellement, une question clé à laquelle il faut répondre pour déterminer si une théorie ou une technique est une connaissance scientifique qui aidera le juge de faits sera de savoir si elle peut être (et a été) testée. La méthodologie scientifique d'aujourd'hui consiste à générer des hypothèses et à les tester pour voir si elles peuvent être réfutées ; en effet, cette méthodologie est ce qui distingue la science des autres domaines de la recherche humaine. Green 645. Voir aussi C. Hempel, Philosophy of Natural Science 49 (1966) (Les déclarations constituant une explication scientifique doivent pouvoir être testées empiriquement) ; K. Popper, Conjectures and Refutations: The Growth of Scientific Knowledge 37 (5th ed. 1989) (Le critère du statut scientifique d'une théorie est sa falsifiabilité, ou sa réfutabilité, ou sa testabilité) (soulignement supprimé). »

— Harry Blackmun, Daubert 1993, p. 593
 Le premier facteur à considérer selon la norme Daubert (en) qui a résulté de l'affaire est la testabilité ou la réfutabilité: « la technique peut-elle être ou a-t-elle été testée? »,. Selon David H. Kaye, les références à l'opinion majoritaire de Daubert confondaient réfutabilité et réfutation et que « enquêter sur l'existence de tentatives significatives de falsification est une considération appropriée et cruciale dans les déterminations d'admissibilité ».

## Critiques
Cette section ne s'appuie pas, ou pas assez, sur des sources secondaires ou tertiaires indépendantes du sujet. Le texte peut contenir des analyses inexactes ou inédites de sources primaires.
Pour l'améliorer, ajoutez-en, ou placez des modèles {{Source secondaire souhaitée}} ou {{Source secondaire nécessaire}} sur les passages mal sourcés. (avril 2022)

Méthode scientifique dans les trois mondes: monde 1 (rose), monde 2 (jaune), monde 3 (vert).

Pour introduire cette section, il est utile de rappeler les points centraux de la philosophie poppérienne qui sont propices à une analyse critique de la réfutabilité. Pour Popper, la réfutabilité ne concerne que la relation logique entre des énoncés,: elle fait partie de l'aspect logique de la méthode scientifique. Pour Popper, cet aspect logique, y compris les conjectures et les langages dans lesquels elles sont écrites, appartient à une connaissance objective partiellement autonome, séparée du monde subjectif. Cependant, même si la réfutabilité appartient à la logique, les conjectures ne sont pas logiquement inférées, car cela créerait une régression sans fin—le problème de Hume. Pour Popper, les conjectures et les langages sont plutôt le résultat d'un processus créatif qui se déroule en partie dans le monde subjectif de prédispositions biologiques, en réponse à un problème. Popper considère que la connaissance subjective dans le monde 2 et la connaissance objective dans le monde 3 sont en interaction, le monde 3 étant le plus important pour la science. Entre autres, le monde 3 inclut des programmes métaphysiques qui jouent un rôle important pour la créativité. Popper explique ce processus par une philosophie évolutionnaire dans laquelle le monde 3 émerge du monde 2 des états mentaux qui, lui, émerge du monde 1 des états physiques. Dans une discussion avec Eccles à propos de l'émergence de la conscience de soi, Popper exprime qu'il est conscient des limites de ce modèle, en particulier, qu'il ne constitue pas une explication de la théorie de Darwin.
Les énoncés de base exprimables dans le langage de la théorie, doivent avoir une interprétation empirique intersubjective,. Ceci est l'exigence matérielle de la réfutabilité. Étant donné que l'aspect empirique des énoncés de base est lesté de théories, on fait face, de ce côté aussi, à un problème de régression sans fin—conséquence de la thèse de Duhem. Pour cette raison, Popper dit que la science ne repose pas sur un sol solide, mais plutôt sur des pilotis enfoncés dans un marécage. La division entre la théorie dont la réfutation est en question et les autres théories derrière l'observation existe à l'intérieur de la connaissance objective. Cependant, ces autres théories ne servent qu'à l'interprétation empirique et peuvent être ignorées au niveau de la logique de la réfutabilité. La décision peut être prise de considérer qu'elles appartiennent au monde marécageux de la connaissance subjective. Pour cette raison, comme Thornton le dit et comme cela est illustré dans la section Exemples de démarcation, la logique de la réfutabilité est très simple. Le fondement marécageux des énoncés de base est tel que des décisions méthodologiques sont requises pour accepter ou rejeter un énoncé de base. Pour Popper, l'intersubjectivité rend admissible dans le monde de la connaissance objective des décisions méthodologiques faillibles qui seraient autrement considérées subjectives.
L'acceptation ou le rejet d'énoncés de base aboutit à des réfutations ou corroborations logiques des conjectures. Ces corroborations et réfutations sont importantes dans la démarche scientifique, mais elles existent au niveau logique. Elles ne servent pas à rejeter ou accepter une conjecture de manière directe, car leur base est faillible. Elles sont plutôt prises en compte dans une discussion critique.

### La réfutabilité naïve
Tel que Lakatos le définit, le réfutationniste naïf est celui qui utilise la réfutation logique directement comme critère pour rejeter une théorie, ou dit autrement, celui qui ne fait pas la distinction entre une réfutation logique d'une théorie et son rejet. Selon Kuhn, Popper n'a rien donné d'autres que des « maximes procédurales » pour déterminer quand rejeter une théorie. Puisque Popper défend néanmoins l'utilisation de la réfutation logique dans une discussion critique, pour Kuhn, même si Popper n'est pas un réfutationniste naïf, on peut aussi bien considérer qu'il en est un. Donner des critères rigoureux pour la gestion des conjectures est difficile car:
- Il est toujours possible d'ajouter à la théorie une hypothèse ad hoc pour prendre en compte l'observation[132].
- L'observateur peut avoir commis une erreur (ex. : le corbeau blanc était en fait noir), ou l'imprécision des mesures suffit à rendre compte du résultat[132].
- Les prémisses de l'expérience peuvent être fausses (ex. : le corbeau blanc n'était pas un corbeau).
- Toute observation doit s'appuyer sur une ou des théories scientifiques, par exemple pour le fonctionnement des instruments de mesure. En tant que telles, elles sont donc réfutables. L'observation peut donc être due à la fausseté d'une autre théorie que celle testée.
- Il peut ne pas exister de théorie alternative.

Popper croit en une utilisation rationnelle de la réfutation logique malgré l'absence de ces critères rigoureux : l'absence de critères logiques définitifs ne signifie pas l'absence de rationalité. Comme Kuhn, Lakatos sait que Popper n'est pas un réfutationniste naïf, mais il est insatisfait par l'absence de critères rigoureux et définitifs. Popper avait déjà proposé la notion de programme de recherche métaphysique pour donner le contexte dans lequel les conjectures sont gérées, mais, toujours sans critères rigoureux pour rejeter ou accepter une théorie. Cela ne suffisait pas pour Lakatos. Lakatos était conscient que le critère qu'il cherchait correspondait à une règle d'induction et il a espéré que Popper accepterait de trouver un principe inductif, au moins pour évaluer les programmes de recherche. Popper ne croît pas à la possibilité de tels critères, autant pour les théories que pour les programmes de recherche. Selon Chalmers, Lakatos n'a pas réussi à trouver de critère objectif.

### L'incommensurabilité des paradigmes
Le reproche essentiel fait par Kuhn à Popper est que les théories scientifiques ne peuvent être réfutées selon la méthode du rationalisme critique défendue par Popper, étant donné qu'elles seraient « incommensurables ». Karl Popper a répondu à cette critique, notamment dans un article intitulé Le mythe du cadre de référence. Il argumente sur le fait qu'il est toujours possible de comparer au moins logiquement deux systèmes théoriques par rapport à leurs conséquences logiques, d'une part, et, d'autre part, par rapport à leurs conséquences empiriques, et qu'ensuite la question est de savoir s'il est possible d'envisager des tests permettant de départager deux systèmes théoriques concurrents à l'aune de leurs conséquences testables, sachant que c'est le système qui comporterait le moins de conséquences inacceptables qui, par « décision méthodologique », serait préférable ou accepté, après discussion, par une communauté de chercheurs.
Imre Lakatos tenta d'expliquer le travail de Popper en affirmant que la science progresse par des réfutations au sein de programmes de recherche plutôt que par de grandes « expériences cruciales de réfutation » entre deux programmes de recherche. Suivant l'approche de Lakatos, un scientifique travaille dans le contexte d'un programme de recherche qui correspond grossièrement à ce que Kuhn appelle un paradigme. Alors que Popper considère les hypothèses ad hoc comme non scientifiques, Lakatos les accepte dans le développement de nouvelles théories.

### L'expérience cruciale
Par ailleurs, dans son livre Histoire et méthodologie des sciences, Imre Lakatos prend la défense du programme de recherche de Karl Popper contre celui de Kuhn, en affirmant que ce dernier n'est pas recevable pour comprendre l'évolution du savoir scientifique dans la mesure où Kuhn défend l'idée d'un changement irrationnel des paradigmes scientifiques, du fait de leur incommensurabilité. En outre, l'une des principales critiques formulées par Lakatos à l'encontre de Popper est qu'il n'y aurait pas de « grandes expériences cruciales » de réfutation (de réfutation) entre deux programmes de recherche concurrents, contrairement à ce qu'affirme Karl Popper, mais qu'un programme de recherche en supplanterait un autre par le fait que son heuristique positive supporterait mieux que l'autre le modus tollens (la confrontation à des mises à l'épreuve expérimentales), par le biais de ses hypothèses auxiliaires. Ou, selon les termes de Lakatos, un programme de recherche scientifique finirait par être « réfuté » parce que son heuristique positive entrerait en « dégénérescence » : elle deviendrait progressivement incapable de produire des hypothèses inédites, riches en contenu, et qui soient susceptibles d'être testées et corroborées,.
Au sujet des « expériences cruciales de réfutation », dont l'existence est contestée par Imre Lakatos mais affirmée et exemplifiée (étayée) par Karl Popper, notamment dans son ouvrage Le réalisme et la science, l'un de ses disciples, Carl Hempel, soutient, en argumentant à partir d'exemples – tels que ceux de Foucault, Fresnel et Young (sur la nature de la lumière) ; Einstein, Lenard, Maxwell et Hertz (sur la théorie des quantas), ou encore Galilée – que : « [...] deux hypothèses étant données, les tester de la façon la plus minutieuse et la plus étendue ne peut permettre de rejeter l'une et de prouver l'autre ; ainsi, une expérience cruciale, stricto sensu, est impossible en science. Mais, en un sens large et pour la commodité, une expérience comme celle de Foucault ou celle de Lenard peut être dite cruciale : elle peut révéler que, de deux théories opposées, l'une est sérieusement inadéquate. » Cependant, Karl Popper a toujours défendu la thèse selon laquelle aucune réfutation ni même aucune corroboration ne pouvait être parfaitement précise donc définitive ou absolue en science, ce qui revient à dire « cruciale », stricto sensu. Il écrit, par exemple, dans Les deux problèmes fondamentaux de la théorie de la connaissance : « La série des tentatives de falsification d'une théorie est par principe illimitée. (Il n'y a pas de tentative de falsification qui se distinguerait en ceci qu'elle serait la dernière.) »
Popper soutient l'existence d'expériences cruciales dans l'histoire des sciences, parce que les scientifiques doivent prendre des « décisions méthodologiques » pour décider du caractère concluant (mais relatif) d'une réfutation ou d'une corroboration (et ainsi faire progresser le savoir scientifique), mais toujours en acceptant l'inévitable faillibilité de tout type de test scientifique : une théorie n'est « rejetée » (réfutée) ou « prouvée » (corroborée) que sur la seule base toujours potentiellement discutable et relativement imprécise de tests dont les résultats sont finalement acceptés par une communauté de scientifiques. Il est impossible de définir aussi loin que l'on souhaite la minutie ou l'étendue d'un test, ou d'une série de tests, pour des raisons logiques démontrées par Popper. Pour Karl Popper cela signifie que jamais une théorie scientifique n'est réfutée ou corroborée stricto sensu ou de manière absolue, bien qu'il soit possible d'affirmer qu'une théorie en réfute une précédente grâce à des tests démontrant que ses pouvoirs de description et d'explication sont plus riches en contenu (comme ce fut le cas, par exemple, pour la théorie d'Albert Einstein par rapport à celle d'Isaac Newton). Enfin, et en réponse à une autre critique formulée par Thomas Kuhn, Karl Popper écrit que : « [...] En ce qui concerne aussi bien la falsifiabilité que l'impossibilité d'une preuve concluante de la falsification d'une hypothèse, ainsi que le rôle qu'ont joué les réfutations dans l'histoire des sciences et singulièrement celle des révolutions scientifiques, il ne m'apparaît pas qu'il existe, entre Kuhn et moi, la moindre différence significative. »

### Feyerabend
Paul Feyerabend considère que le travail de Kuhn montre que ce sont des facteurs sociaux, plutôt que l'adhésion à une méthode rationnelle, qui décident quelles théories sont généralement acceptées. Kuhn conteste ce point de vue.
Feyerabend a choisi d'exposer un point de vue radical, souvent qualifié de point de vue extrémiste, consistant à rejeter toute méthodologie prescriptive. Selon lui, la science a historiquement progressé en faisant usage de toutes les méthodes disponibles pour imposer une théorie ou une autre et si on tient à établir une règle méthodologique universellement valide, la seule qui est susceptible de convenir est l'anarchisme épistémologique ou dadaïsme désigné encore par la formule « tout est bon ».

### Sokal et Bricmont
Dans Impostures intellectuelles, les physiciens Alan Sokal et Jean Bricmont critiquent le réfutationnisme parce qu'il ne décrit pas la façon dont fonctionne la science. Ils affirment que les théories sont utilisées à cause de leurs succès, pas à cause des échecs de leurs concurrentes. Selon eux, les scientifiques considèrent qu'une théorie qui résiste à la réfutation est confirmée, alors que Popper a toujours été opposé à la notion de confirmation ou même de probabilité d'une théorie[réf. nécessaire] des positivistes logiques comme Carnap.

### Passeron
Jean-Claude Passeron soutient, dans son ouvrage Le Raisonnement sociologique, que « la mise à l'épreuve empirique d'une proposition théorique ne peut jamais revêtir en sociologie la forme logique de la réfutation (« falsification ») au sens poppérien ». Il n'attaque donc pas le critère de réfutabilité en tant que tel, mais son applicabilité aux sciences sociales. Passeron estime que « l'universalité des propositions les plus générales de la sociologie est au mieux une “universalité numérique”, jamais une “universalité logique au sens strict”, selon la distinction poppérienne des deux sens logiques du “tous” employé dans les propositions universelles. »
Passeron refuse de considérer la réfutabilité comme la seule forme possible d'épreuve empirique, qui mettrait la sociologie devant le dilemme poppérien, mortel pour sa scientificité, entre réfutabilité et exemplification. Il appelle à une revalorisation de l'exemplification empirique telle qu'elle est produite dans le cadre des méthodologies des sciences sociales.